# Казеин
Казеи́н (лат. caseus — сыр) — сложный белок (фосфопротеид), образующийся из предшественника казеина — казеиногена при створаживании (коагуляции) молока.

## Общие сведения
Казеин (казеиноген) присутствует в молоке в связанном виде как соль кальция (казеинат кальция). Образование казеина при свёртывании молока может происходить несколькими способами: под действием протеолитических ферментов сычужного сока, под действием кислот, вырабатываемых молочнокислыми бактериями, либо при прямом добавлении кислот (технический казеин).
Казеин (казеиноген) является одним из основных белков молока, сыров, творога и других молочных продуктов наряду с сывороточными белками (альбумины и др.). Содержание в коровьем молоке — 78—85 % от всех белков (2,8—3,5 % от общей массы). Содержание в зрелом грудном молоке женщины — 40 %, в начале лактации — существенно меньше (0,3—0,9 % от общей массы). Казеин не содержится в крови, поэтому в молочной железе синтезируется из свободных аминокислот крови. Так же как и любой другой белок, казеин разрушается при термической обработке, но он значительно более термоустойчив. Для его коагуляции необходима выдержка при температуре в 130 градусов Цельсия.
Было доказано, что казеин разрушается в желудке, при этом образуется пептид казоморфин — опиоид, который ведёт себя как релизер гистамина.
Высушенный казеин представляет собой белый порошок без вкуса и запаха. В пищеварительном тракте человека под действием бактерий либо ферментов (пепсин) желудка казеиноген молока превращается в казеин. При этом казеин сгустками вместе с жиром молока выпадает в осадок. Такой осадок дольше задерживается в желудке, усваивается медленно, расщепляясь пепсином.

## Структура
По структуре казеин относится к фосфопротеинам (содержит фосфатную группу), выполняющим запасающую функцию в молоке млекопитающих. Казеин состоит из нескольких фракций: α-, β- и γ- казеин, каждая из фракций имеет несколько разновидностей. Фракции и их разновидности отличаются аминокислотным составом, в частности две из наиболее распространенных разновидностей β-казеина, А1 и А2, отличаются одной аминокислотой в позиции 67 (см. Молоко А2). Элементарный состав казеина (в %): углерод — 53,1; водород — 7,1; кислород — 22,8; азот — 15,4; сера — 0,8; фосфор — 0,8.

## Применение
Препараты казеина широко применяются в медицине, особенно при парентеральном питании. Из-за сбалансированности аминокислотного состава и лёгкой усваиваемости выделенный из молока казеин часто выступает основой питания атлетов, однако из-за довольно медленного расщепления в желудке его приём целесообразен в длительные периоды покоя между тренировками, например, на ночь. Казеин входит в состав мазей, применяемых в дерматологии, и биологических клеев, используемых в хирургии.
Казеин применяется для производства казеиновой краски, казеинового клея, пластмасс (галалит и др.), искусственных пищевых продуктов. Для выделения технического казеина из снятого молока (обрата) используют кислоты, в частности уксусную кислоту, либо молочную кислоту.